# Rososz (powiat miński)
Rososz – wieś sołecka w Polsce położona w województwie mazowieckim, w powiecie mińskim, w gminie Cegłów.
Wieś duchowna położona była w drugiej połowie XVI wieku w powiecie garwolińskim  ziemi czerskiej województwa mazowieckiego. W latach 1975–1998 miejscowość należała administracyjnie do województwa siedleckiego.
Wierni Kościoła rzymskokatolickiego należą do parafii Jana Chrzciciela i Andrzeja Apostoła w Cegłowie.